# Península Monteverdi
La península de Monteverdi es una gran península cubierta de hielo situada entre la barrera de hielo Bach y el canal de George VI, que forma el extremo más al sur de la isla Alejandro I, en la Antártida.
Finn Ronne y Carl Eklund, del Servicio Antártico de los Estados Unidos, 1939–41, vieron por primera vez el lado sur de la península, que recorre toda la longitud del canal George VI. 
La península fue cartografiada a partir de fotografías aéreas tomadas por la Expedición de Investigación Antártica Ronne en 1947–48, y de un estudio realizado por la British Antarctic Survey, 1948-50. Fue nombrada así por el Comité de Topónimos Antárticos del Reino Unido en honor al compositor italiano Claudio Monteverdi.
El lado norte de la península está rodeado por la barrera de hielo de Bach, una gran plataforma de hielo que la separa de la península Beethoven. 
Ensenada Fauré es la única entrada que recibe el agua del lado sur de la península, y recibe el agua que fluye desde la plataforma de hielo Jorge VI adyacente y del canal George VI. La península de Monteverdi se extiende de este a oeste. La península de Monteverdi es una de las ocho penínsulas de la isla Alejandro I.